# Uszályos kolibri
Az uszályos kolibri vagy bíborfarkú szaffó (Sappho sparganura)  a madarak osztályának sarlósfecske-alakúak (Apodiformes) rendjébe és a kolibrifélék (Trochilidae) családjába tartozó Sappho nem egyetlen faja.

## Előfordulása
Argentína, Bolívia,  Chile és Peru területén honos. A természetes élőhelye szubtrópusi és trópusi száraz bozótosok és nyílt erdőségek.

## Megjelenése
Háta és farcsíkja skarlátpiros, feje, nyaka és teste alsó oldala fémzöld; ez a szín a torkán világosabb és fénylő, a hasán pedig barnásba hajlik. Szárnyai bíborbarnák, farktollai barnák, de a belső zászló majdnem végig fényes, tüzes narancspiros, a hegye pedig feketebarna. A tojó felül zöld, alul szürkefoltos. Farka rövidebb és színe csak világospiros.
|  |

## Életmódja
Tápláléka nektárból áll.

## Szaporodása
Köves helyekre, növényi rostokból és mohából készíti csésze alakú fészkét.